# Белуха, Светлана Васильевна
Светлана Васильевна Белуха (укр. Світлана Василівна Бєлуха; род. 17 мая 1942) — советский, украинский педагог. Народный учитель СССР (1991). 

## Биография
Родилась 17 мая 1942 года в селе Колпаки Новоайдарского района (ныне в Луганской области Украины). 
Работала слесарем ремонтно-механического цеха на Лисичанском содовом заводе, а летом — старшей пионервожатой загородного лагеря. 
В 1963 году поступила на заочное отделение Воронежского педагогического института. 
Работала в школах Лисичанска старшей пионервожатой, учителем географии, заместителем директора по воспитательной работе, а в 1977 году была назначена директором восьмилетней школы № 17, которая в 1990 году была реорганизована в многопрофильную гимназию, где работает до сих пор. 

## Награды и звания
- Заслуженный учитель Украинской ССР
- Народный учитель СССР (1991)
- Орден княгини Ольги III степени (2012)[2]
- Звание «Учитель-методист»
- Нагрудный знак МОН Украины «Отличник образования»
- Нагрудный знак «Василий Сухомлинский»
- Знак Почёта Лисичанского городского главы
- Медаль «За заслуги перед Луганщиной» ІІІ степени
- Медаль «За значительный вклад в развитие г. Лисичанська» ІІІ степени
- Дипломом МОН Украины и Национальной академии педагогических наук Украини как победитель конкурса «Сто лучших руководителей школ Украины»
- Диплом МОН Украины и Национальной академии педагогических наук Украини «За весомый вклад в развитие образования и науки Украины»
- Хрустальное отличие «Флагман образования и науки Украины – 2010»
- Знак «Успешный профессионал України» за весомый вклад в развитие независимой Украиныи.
- Почётный грамота МОН Украини
- Почётный гражданин Лисичанска[3].